# Museu del Cànem (Japó)
El Museu del Cànem (en japonès: 大麻博物館, Taima Hakubutsukan) és un museu del Japó situat a Nasu, a la Prefectura de Tochigi. Va ser creat el 2001 per Junichi Takayasu, l'autoritat primària de la història de cànnabis al Japó.